# Coupe latine de rink hockey 1956
Navigation
Coupe latine de rink hockey 1957
La Coupe latine de rink hockey 1956 est la 1re édition de la compétition organisée par le Comité européen de rink hockey. Cette édition a lieu à Paris, en France du 15 au 17 novembre 1956. L'Italie remporte pour la première fois ce tournoi.

## Déroulement
Les quatre équipes s'affrontent toutes une fois. Le vainqueur est l'équipe terminant à la première place.

## Classement et résultats
| Rang | Équipe   | Pts | J | G | N | P | Bp | Bc | Diff |  | Résultats |  |     |     |     |
| ---- | -------- | --- | - | - | - | - | -- | -- | ---- |  | --------- |  | --- | --- | --- |
| 1    | Italie   | 5   | 3 | 2 | 1 | 0 | 8  | 6  | +2   |  | Italie    |  | 2-2 | 4-3 | 2-1 |
| 2    | Portugal | 4   | 3 | 1 | 2 | 0 | 10 | 6  | +4   |  | Portugal  |  |     | 1-1 | 7-3 |
| 3    | Espagne  | 3   | 3 | 1 | 1 | 1 | 6  | 6  | 0    |  | Espagne   |  |     |     | 2-1 |
| 4    | France   | 0   | 3 | 0 | 0 | 3 | 5  | 11 | -6   |  | France    |  |     |     |     |

### Sources
- (pt) Cet article est partiellement ou en totalité issu de l’article de Wikipédia en portugais intitulé « Taça Latina de 1956 » (voir la liste des auteurs).
- Coupe latin de rink hockey 1956 à Paris